# Gabinete de Goebbels
O Gabinete de Joseph Goebbels foi nomeado por Adolf Hitler em seu testamento político de 30 de abril de 1945. Para substituir a si mesmo, Hitler nomeou o almirante Karl Dönitz como Reichspräsident e o ministro da Propaganda Joseph Goebbels como Reichskanzler. O gabinete durou pouco, pois Goebbels se suicidou junto com sua família em 1º de maio. Seu governo foi seguido pelo governo Flensburg sob Dönitz.

## Composição
| Cargo                                 | Imagem | Ministro                       | Posse do Cargo         | Fim do Mandato     | Partido |
| ------------------------------------- | ------ | ------------------------------ | ---------------------- | ------------------ | ------- |
| Reichspräsident                       |        | Karl Dönitz                    | 30 de abril de 1945    | 23 de maio de 1945 | NSDAP   |
| Reichskanzler                         |        | Joseph Goebbels †              | 30 de abril de 1945    | 1 de maio de 1945  | NSDAP   |
| Ministro do Partido                   |        | Martin Bormann †               | 30 de abril de 1945    | 2 de maio de 1945  | NSDAP   |
| Ministro das Relações Exteriores      |        | Arthur Seyss-Inquart           | 30 de abril de 1945    | 2 de maio de 1945  | NSDAP   |
| Ministério Federal do Interior        |        | Paul Giesler                   | 30 de abril de 1945    | 2 de maio de 1945  | NSDAP   |
| Ministro da Guerra                    |        | Karl Dönitz                    | 30 de abril de 1945    | 23 de maio de 1945 | NSDAP   |
| Oberkommando des Heeres               |        | Ferdinand Schörner             | 30 de abril de 1945    | 8 de maio de 1945  | NSDAP   |
| Oberkommando der Marine               |        | Karl Dönitz                    | 30 de abril de 1945    | 2 de maio de 1945  | NSDAP   |
| Oberkommando der Luftwaffe            |        | Robert Ritter von Greim        | 30 de abril de 1945    | 8 de maio de 1945  | NSDAP   |
| Chefe da SS e da Polícia Alemã        |        | Karl Hanke                     | 30 de abril de 1945    | 8 de maio de 1945  | NSDAP   |
| Ministro da Economia                  |        | Walther Funk                   | 5 de fevereiro de 1938 | 2 de maio de 1945  | NSDAP   |
| Ministro da Nutrição e Agricultura    |        | Herbert Backe                  | 23 de maio de 1942     | 23 de maio de 1945 | NSDAP   |
| Ministro da Justiça                   |        | Otto Georg Thierack            | 24 de agosto de 1942   | 2 de maio de 1945  | NSDAP   |
| Ministro da Cultura                   |        | Gustav Adolf Scheel            | 30 de abril de 1945    | 2 de maio de 1945  | NSDAP   |
| Ministro da Propaganda                |        | Werner Naumann                 | 30 de abril de 1945    | 2 de maio de 1945  | NSDAP   |
| Ministro das Finanças                 |        | Lutz Graf Schwerin von Krosigk | 1 de junho de 1932     | 23 de maio de 1945 | NSDAP   |
| Ministro do Trabalho                  |        | Theo Hupfauer                  | 30 de abril de 1945    | 2 de maio de 1945  | NSDAP   |
| Ministro do Armamento                 |        | Karl Saur                      | 30 de abril de 1945    | 2 de maio de 1945  | NSDAP   |
| Líder da Frente Alemã para o Trabalho |        | Robert Ley                     | 10 de maio de 1933     | 2 de maio de 1945  | NSDAP   |

Mantendo alguns membros do Gabinete de Hitler, alguns membros do gabinete de Goebbels continuariam no gabinete de Dönitz.